# Шатне (Изер)
Шатне (фр. Châtenay) насеље је и општина у источној Француској у региону Рона-Алпи, у департману Изер која припада префектури Гренобл.
По подацима из 2011. године у општини је живело 436 становника, а густина насељености је износила 94,37 становника/km². Општина се простире на површини од 4,62 km². Налази се на средњој надморској висини од 385 метара (максималној 548 m, а минималној 324 m).

## Демографија
| 1962. | 1968. | 1975. | 1982. | 1990. | 1999. | 2011. |
| ----- | ----- | ----- | ----- | ----- | ----- | ----- |
| 251   | 266   | 277   | 301   | 281   | 303   | 436   |

График промене броја становника у току последњих година